# 福田廣宣

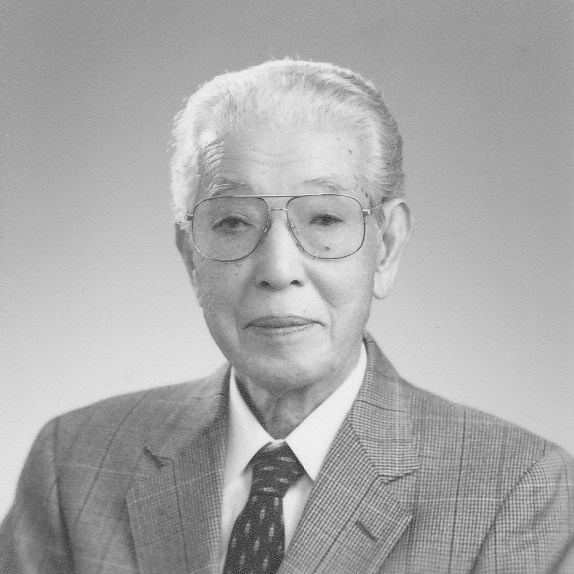
福田廣宣

福田廣宣（ふくだ　ひろのぶ、1912年1月5日 - 没年不詳）は、日本の歌人、センテナリアン。

## 経歴
福岡県浮羽郡田主丸町（現：久留米市）生まれ。1932年、長崎高商（現：長崎大学経済学部）在学中に「西陵短歌」を主宰創刊すると共に、土田杏村、清水信らの「短歌建設」に参加する。卒業後、三菱鉱業株式会社（現三菱マテリアル）及び同系列会社に勤務しながら、1928年より新短歌（口語自由律短歌）を創り続ける。「新短歌」「芸術と自由」同人。
短歌新聞社から「新短歌作品賞」、「新短歌功績賞」を受賞。新短歌社から「新短歌功績賞」を受賞。
2012年に100歳を迎えたことが報告されていた。兵庫県芦屋市在住していた。

## 著書

### 単著
- 新短歌集「銀婚旅行」（1967年、初音書房）
- 新短歌集「セールス海峡」（1973年、短歌新聞社）
- 新短歌集「マンモス曼荼羅」（1977年、短歌新聞社）
- 新短歌集「河童天国」（1982年、短歌公論社）
- 新短歌集「しろがね峠」（1890年、短歌新聞社）
- 新短歌集「福田廣宣歌文集」（1993年、角川書店）
- 新短歌集「続・福田廣宣歌文集」（1999年、角川書店）

### 編著
- 「昭和新短歌集」（1979年、角川書店）
- 「続・昭和新短歌集」（1989年、角川書店）
- 「平成新短歌選集」（2002年、角川書店）